# دييغو هيرنانديز
دييغو هيرنانديز (بالإنجليزية: Diego Hernandez)‏ هو لاعب كرة قدم أمريكي، ولد في 23 فبراير 2005 في دالاس في الولايات المتحدة.

## وصلات خارجية
- دييغو هيرنانديز على موقع قاعدة بيانات كرة القدم.إي يو (الإنجليزية)
- دييغو هيرنانديز على موقع Soccerway.com (الإنجليزية)